# Wehensturm
Als Wehensturm – in der Fachsprache hyperaktive Wehentätigkeit – bezeichnet man krankhaft gesteigerte Wehen. Sie sind entweder zu stark (> 80–90 mm Hg) oder zu häufig (mehr als 4–5 pro 10 min). Bei einem Wehensturm besteht die Gefahr einer Uterusruptur.
Bei Wehensturm kann sich die Gebärmutter wegen der Dauerkontraktion bretthart und druckschmerzhaft zeigen (»Holzuterus«). Infolge einer Uterusruptur können sich weitere Symptome wie Blutungen zeigen und der Wehensturm schlagartig aufhören.
Ursachen eines Wehensturms sind:
- Geburtshindernisse (zu große Frucht, Einstellungsanomalien)
- Zervixdystokie
- zu hohe körpereigene Oxytocin-Ausschüttung, meist infolge eines Polyhydramnions oder einer Amniotomie
- Wehenmittelgabe bzw. bei Überdosierung oder fehlerhafter Anwendung, z. B. bei Gabe von Oxytocin oder Misoprostol

Zur Therapie wird ein niedrig dosiertes Tokolytikum eingesetzt, gegebenenfalls wird anschließend Oxytocin verabreicht, was zu einer Abnahme der Wehenfrequenz bei Erhaltung einer normalen Wehenstärke beitragen kann.